# Eduardo Fuentes
Eduardo Óscar Fuentes Silva (né le 15 janvier 1975 à Santiago) est un journaliste, animateur de radio et animateur de télévision.

## Télévision

### Telenovelas
| Année | Titre         | Rôle      | Chaîne     |
| ----- | ------------- | --------- | ---------- |
| 1997  | Santiago City | Francisco | Megavisión |

### Programmes
| Année     | Titre          | Rôle                                                                       | Chaîne     |
| --------- | -------------- | -------------------------------------------------------------------------- | ---------- |
|           | El tiempo      | Assistant de production Assistant réalisateur Présentateur en météorologie | Megavisión |
|           | Mekano         |                                                                            | Mega       |
|           | Cuento contigo | Animateur                                                                  | Mega       |
| 2013-2014 | AR Prime       | Animateur                                                                  | Canal 13   |
| 2014      | El Gran Truco  | Animateur                                                                  | Canal 13   |

## Radio
| Année        | Programme     | Rôle      | Státion         |
| ------------ | ------------- | --------- | --------------- |
| 2013-présent | Ciudadano ADN | Animateur | ADN Radio Chile |

## Autres événements
| Année | Titre                               | Rôle      | Chaîne          |
| ----- | ----------------------------------- | --------- | --------------- |
| 2010  | 23e Teletón Chile                   | Animateur | ANATEL (La Red) |
| 2011  | 24e Teletón Chile                   | Animateur | ANATEL (La Red) |
| 2012  | 25e Teletón Chile                   | Animateur | ANATEL (La Red) |
| 2014  | Festival de la chanson de La Serena | Animateur | —               |